# Ohrlappenpilze
Die Ohrlappenpilze (Auricularia) sind eine Pilzgattung aus der Familie der Ohrlappenpilzverwandten.
Die Typusart ist der Gezonte Ohrlappenpilz (Auricularia mesenterica).

## Merkmale

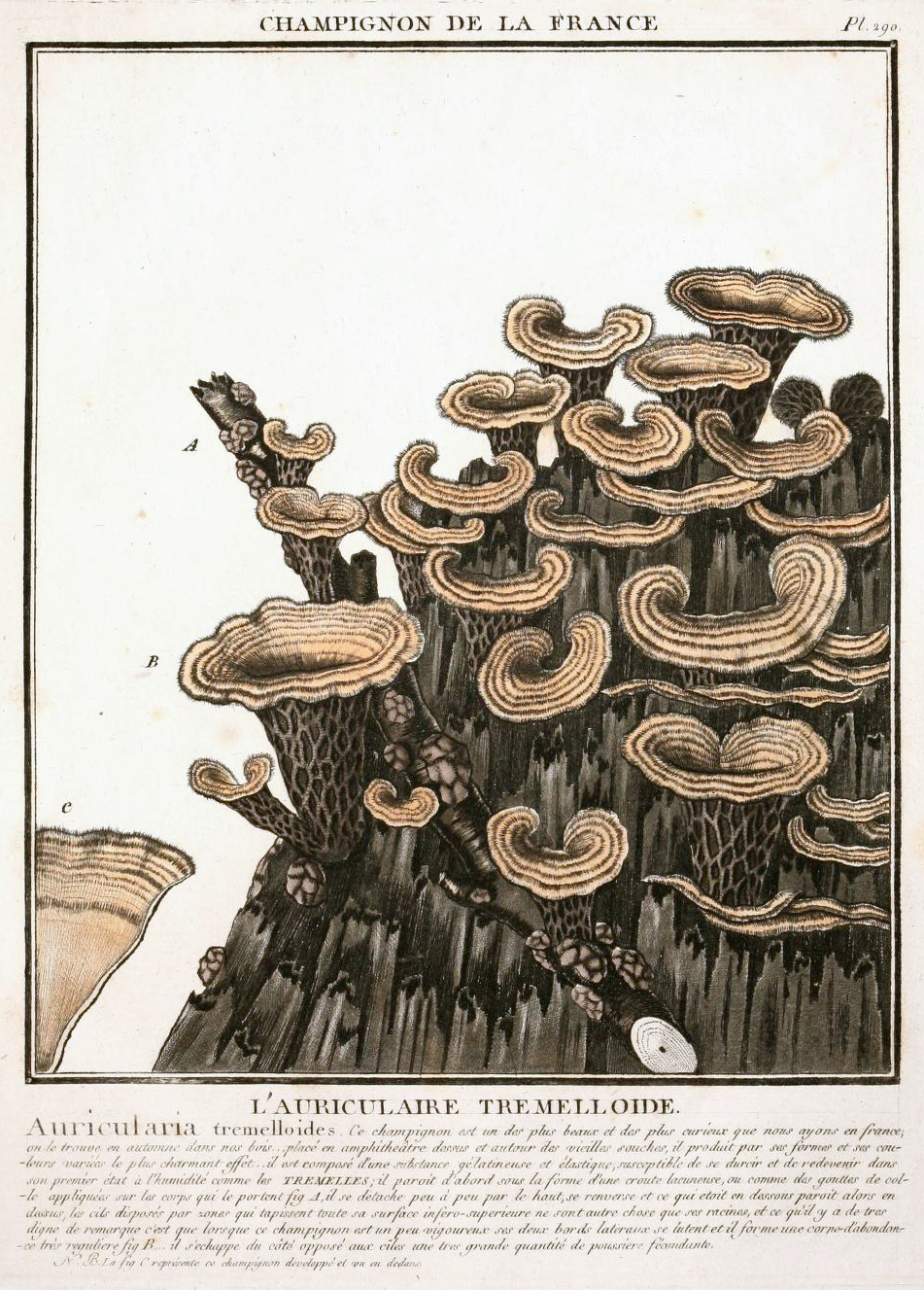
Abbildung des Gezonten Ohrlappenpilzes in Bulliards Tafelwerk „Herbier de la France 7“

Die Ohrlappenpilze sind durch fest- oder weich-gallertige Fruchtkörper gekennzeichnet, die resupinat (mit der Oberseite dem Substrat anliegend) bis effuso-reflex (halbresupinat) ausfallen oder einen ohren- bis muschelförmigen Habitus besitzen. Die Oberseite ist glatt bis filzig behaart, die Unterseite weist ein glattes bis faltiges Hymenium mit aderigen Leisten auf.

## Ökologie
Die Angehörigen der Gattung sind Saprobionten oder Schwächeparasiten hauptsächlich auf Laubhölzern.

## Arten
Weltweit wurden 37 Arten beschrieben. Das Hauptverbreitungsgebiet der Gattung liegt in den Tropen. In Europa kommen 4 Arten vor.
| Ohrlappenpilze (Auricularia) in Europa |                            |                                          |
| \| Deutscher Name \| Wissenschaftlicher Name \| Autorenzitat \| \| ---------------------- \| -------------------------- \| ---------------------------------------- \| \| Judasohr \| Auricularia auricula-judae \| (Bulliard 1789 : Fries 1822) Quélet 1886 \| \| \| Auricularia cerrina \| Kout, Hejl & Kalián 2022 \| \| \| Auricularia cornea \| Ehrenb. 1820 \| \| Gezonter Ohrlappenpilz \| Auricularia mesenterica \| (Dickson 1785 : Fries 1828) Persoon 1822 \| |                            |                                          |
| Deutscher Name | Wissenschaftlicher Name    | Autorenzitat                             |
| Judasohr | Auricularia auricula-judae | (Bulliard 1789 : Fries 1822) Quélet 1886 |
| | Auricularia cerrina        | Kout, Hejl & Kalián 2022                 |
| | Auricularia cornea         | Ehrenb. 1820                             |
| Gezonter Ohrlappenpilz | Auricularia mesenterica    | (Dickson 1785 : Fries 1828) Persoon 1822 |

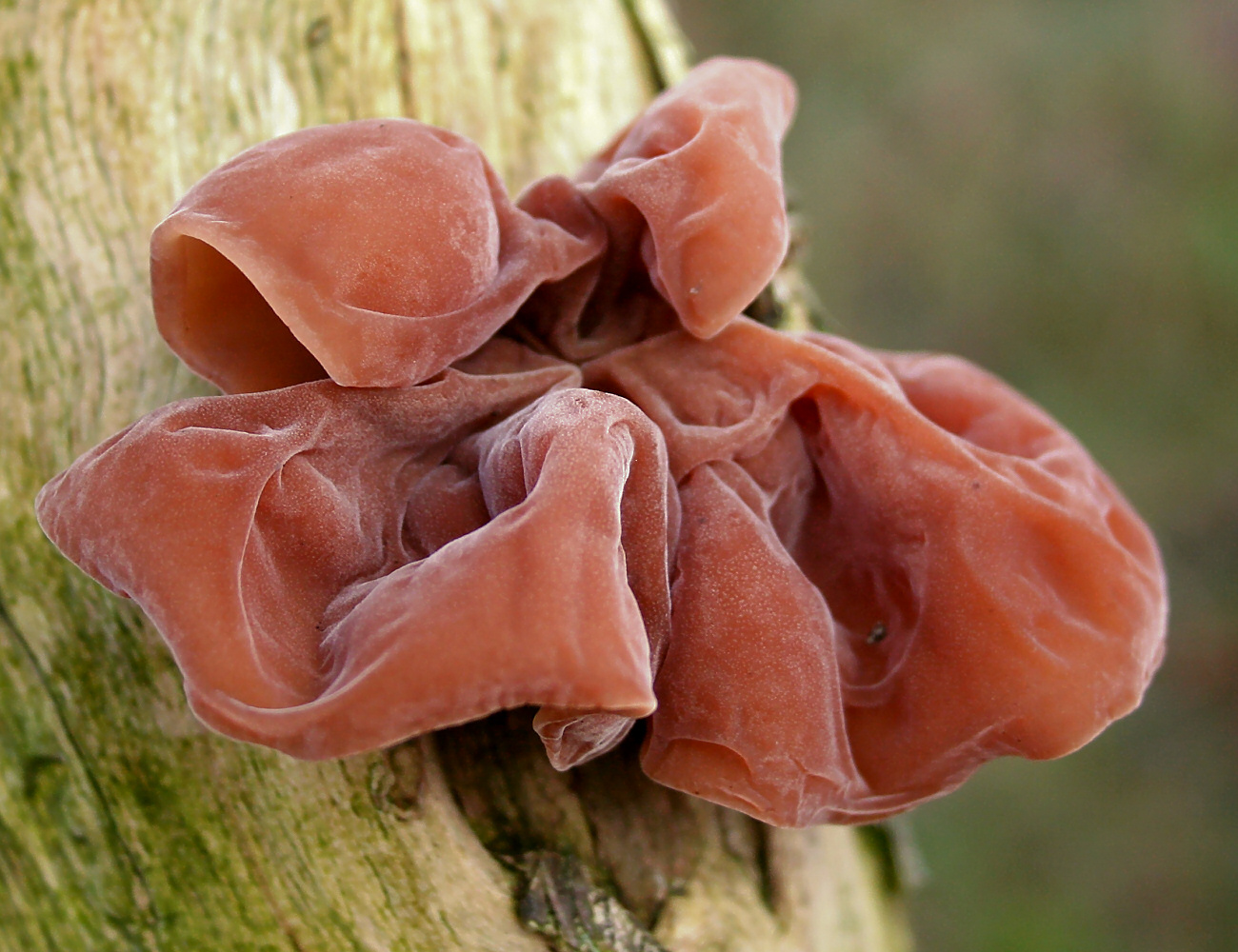
Judasohr Auricularia auricula-judae
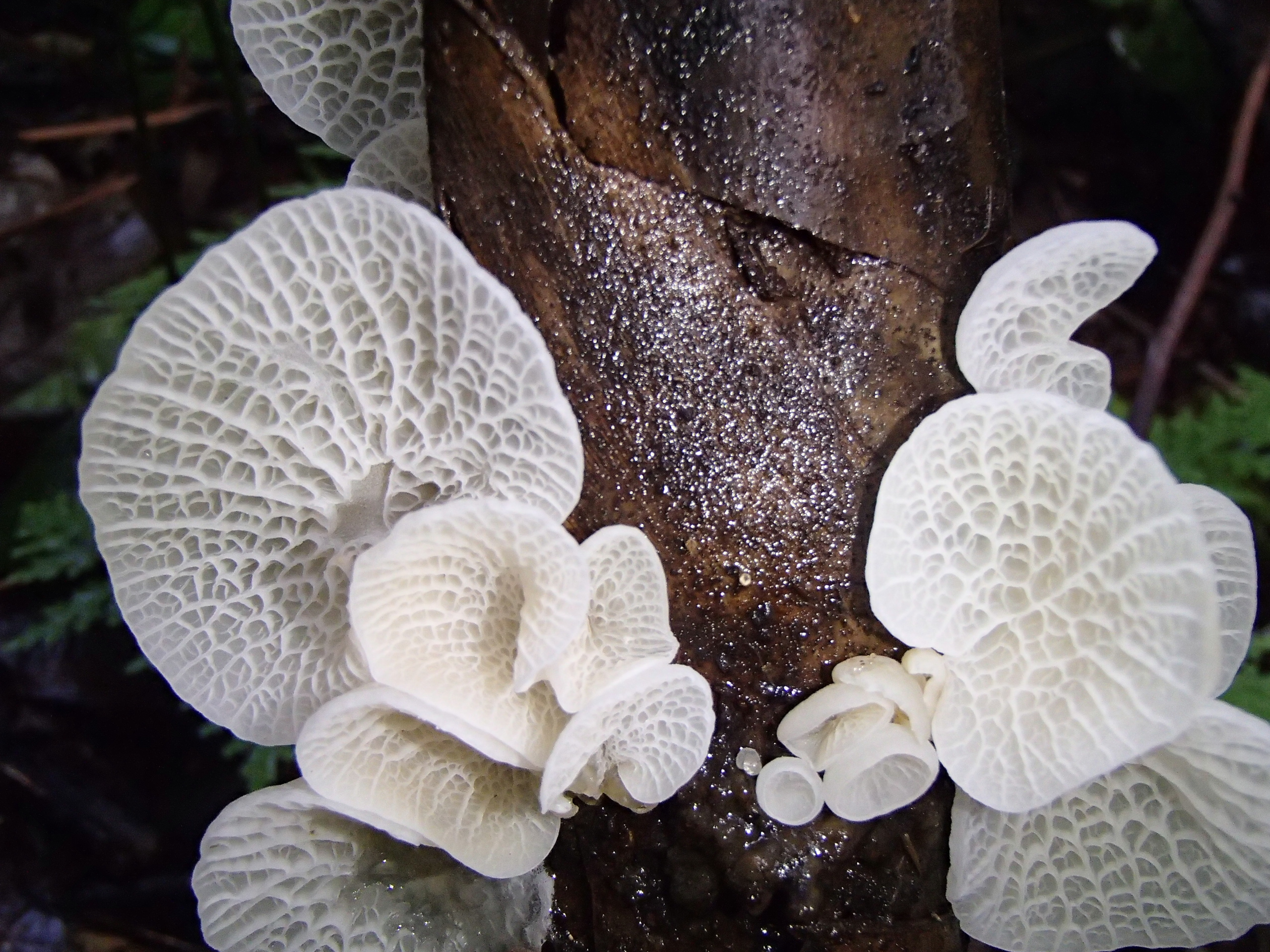
Auricularia delicata agg.
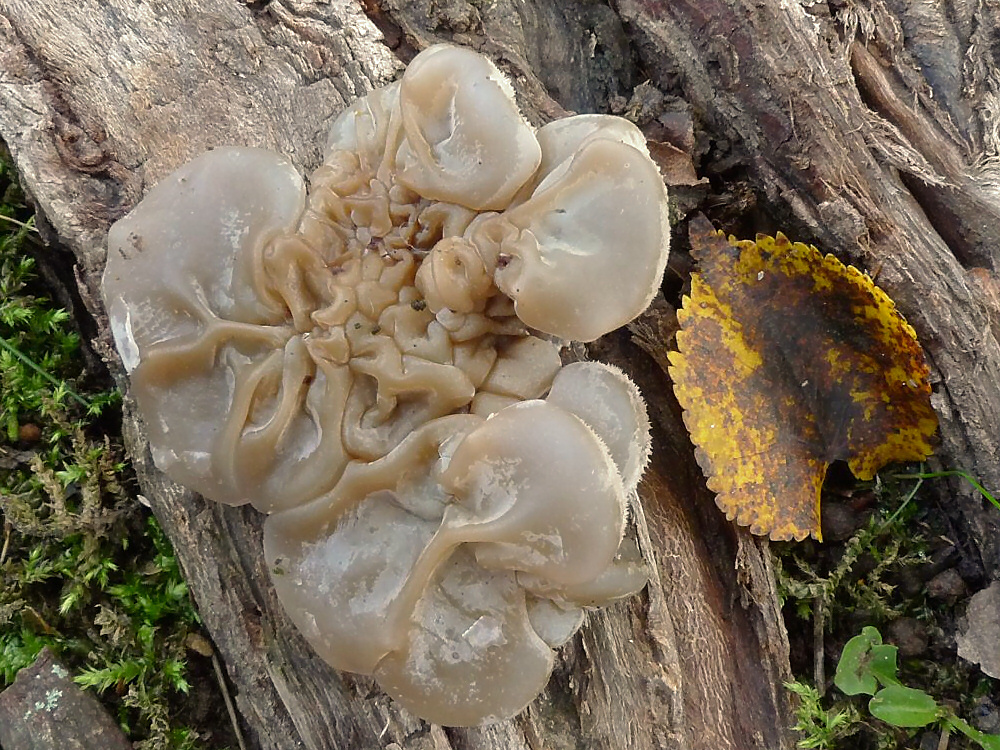
Gezonter Ohrlappenpilz Auricularia mesenterica
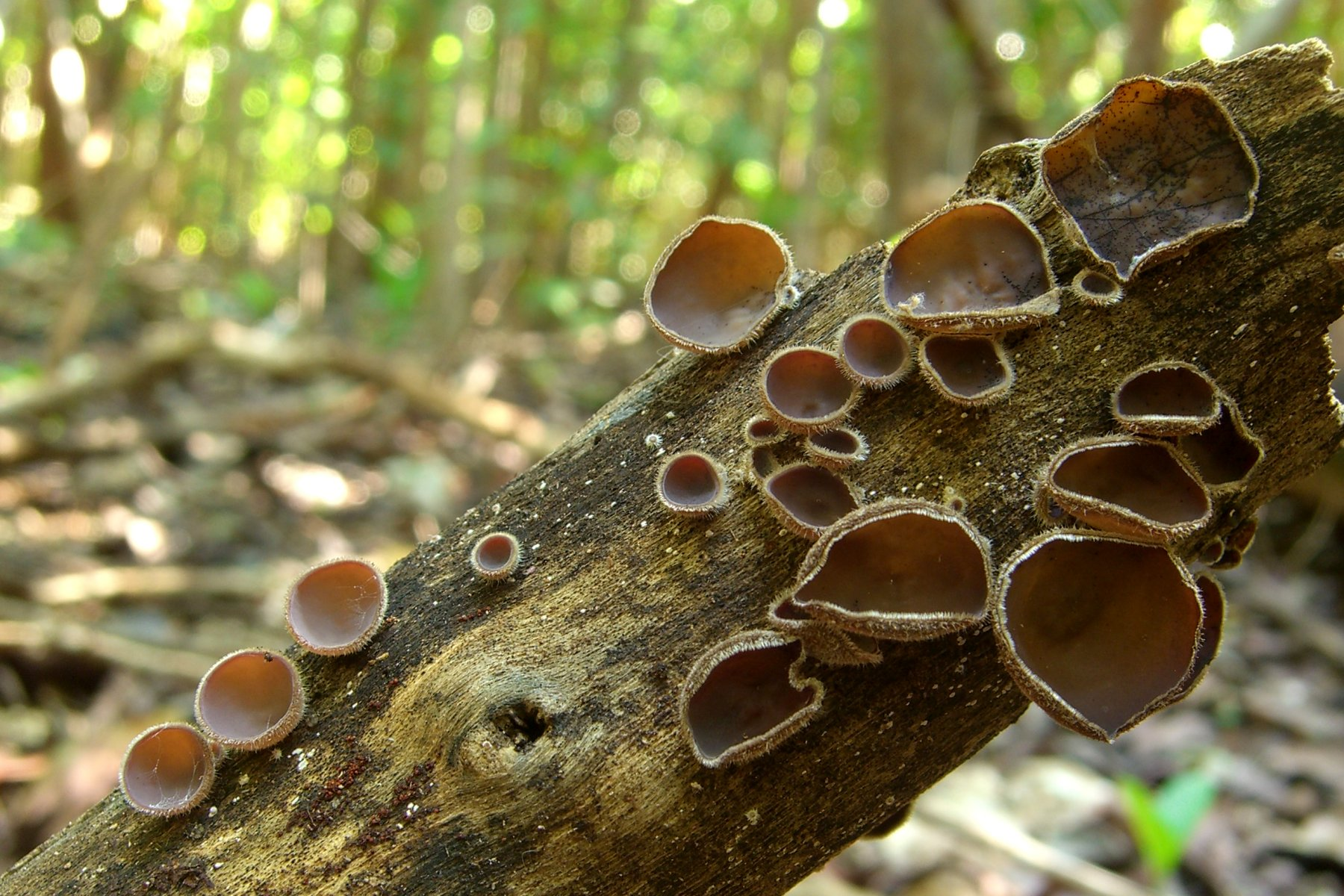
Auricularia nigricans (syn. Auricularia polytricha)